# Gorgonzola (Lombardei)

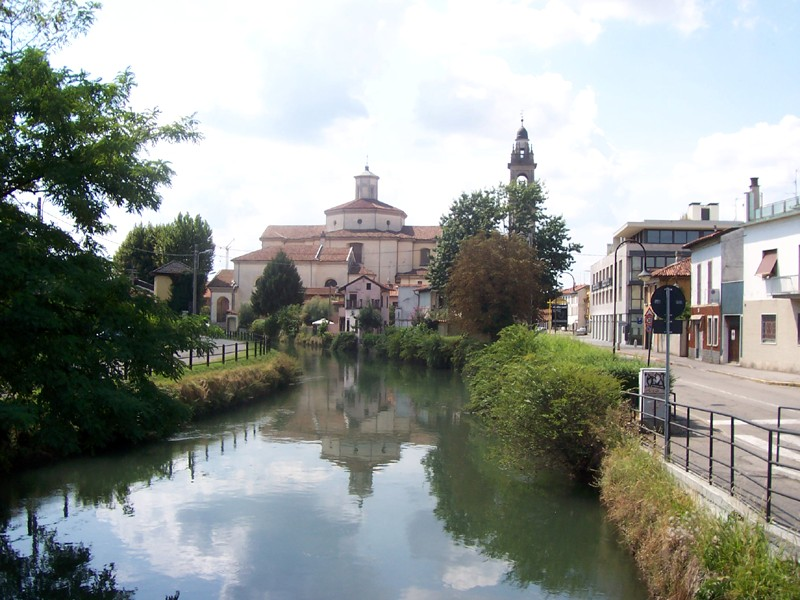
Das Naviglio della Martesana bei Gorgonzola

Gorgonzola ist eine italienische Gemeinde in der Metropolitanstadt Mailand, Region Lombardei. Der Ort liegt am Kanal des Naviglio della Martesana, der von Mailand nach Osten führt und bei Trezzo sull’Adda in die Adda mündet. Das Städtchen hat eine U-Bahn-Station der Linie M2 der Metropolitana di Milano. Gorgonzola hat eine Fläche von 10,69 km² und 21.214 Einwohner (Stand: 31. Dezember 2023). In Gorgonzola liegt ein großes Verteiler- und Sortierpostamt der Poste Italiane, das große Teile Oberitaliens versorgt.
Bekannt ist der Name Gorgonzolas auch im Ausland vor allem, weil es dem Gorgonzola-Käse den Namen gegeben hat.
Gorgonzola unterhält eine Städtepartnerschaft mit der französischen Stadt Ambert, wo der Blauschimmelkäse Fourme d’Ambert hergestellt wird, sowie der pfälzischen Stadt Annweiler am Trifels.

## Sport
Der lokale Fußballverein AS Giana Erminio spielt in der Serie C, Girone A (die nördlichste Staffel der Liga). Er teilt sich das Stadion mit UC AlbinoLeffe, die ebenfalls in dieser Staffel spielt.